# Chernes ewingi
Chernes ewingi är en spindeldjursart som först beskrevs av Clarence Clayton Hoff 1949.  Chernes ewingi ingår i släktet Chernes och familjen blindklokrypare. Inga underarter finns listade i Catalogue of Life.